# Udo Ulfkotte
Udo Konstantin Ulfkotte (Lippstadt, 20 gennaio 1960 – 13 gennaio 2017) è stato un giornalista tedesco.
Ha lavorato come editore presso il quotidiano la Frankfurter Allgemeine Zeitung (FAZ).
Ulfkotte è diventato celebre nel 2014 con la pubblicazione del libro Gekaufte Journalisten, «Giornalisti comprati» in cui ha rivelato di essere stato per 17 anni al soldo della CIA, e quindi degli USA, e di come la CIA stessa ed altre agenzie di servizi segreti (tra cui la BND, l'intelligence tedesca) paghino soldi ai giornalisti occidentali per porre talune notizie in una luce a loro favorevole, quando non apertamente propagandistica o pro-NATO, lasciando intendere a questi giornalisti che potrebbero facilmente perdere il loro lavoro nei media se non rispettassero «l'agenda pro-occidentale». Avendo confessato di essere malato e prossimo alla morte, avrebbe deciso di svelare gli intrighi e gli accordi esistenti e nascosti sui quali si basa la società mondiale.
Fu trovato morto nella sua abitazione il 13 gennaio del 2017. Alcuni hanno avanzato sospetti sulle cause della morte, anche perché il governo tedesco ha dichiarato che si era trattato di infarto. Senza alcuna autopsia è stato cremato, togliendo così per sempre ogni possibilità di indagini più corrette ed approfondite.